# Сосна Тунберга
Сосна́ Ту́нберга (лат. Pínus thunbérgii) — растение, широко распространённый вид рода Сосна семейства Сосновые (Pinaceae). В естественных условиях растёт в Японии и Южной Корее. Видовое название дано в честь шведского врача и ботаника Карла Петера Тунберга (1743—1828), который с 1775 по 1778 год провёл в Батавии и Японии.

## Ботаническое описание

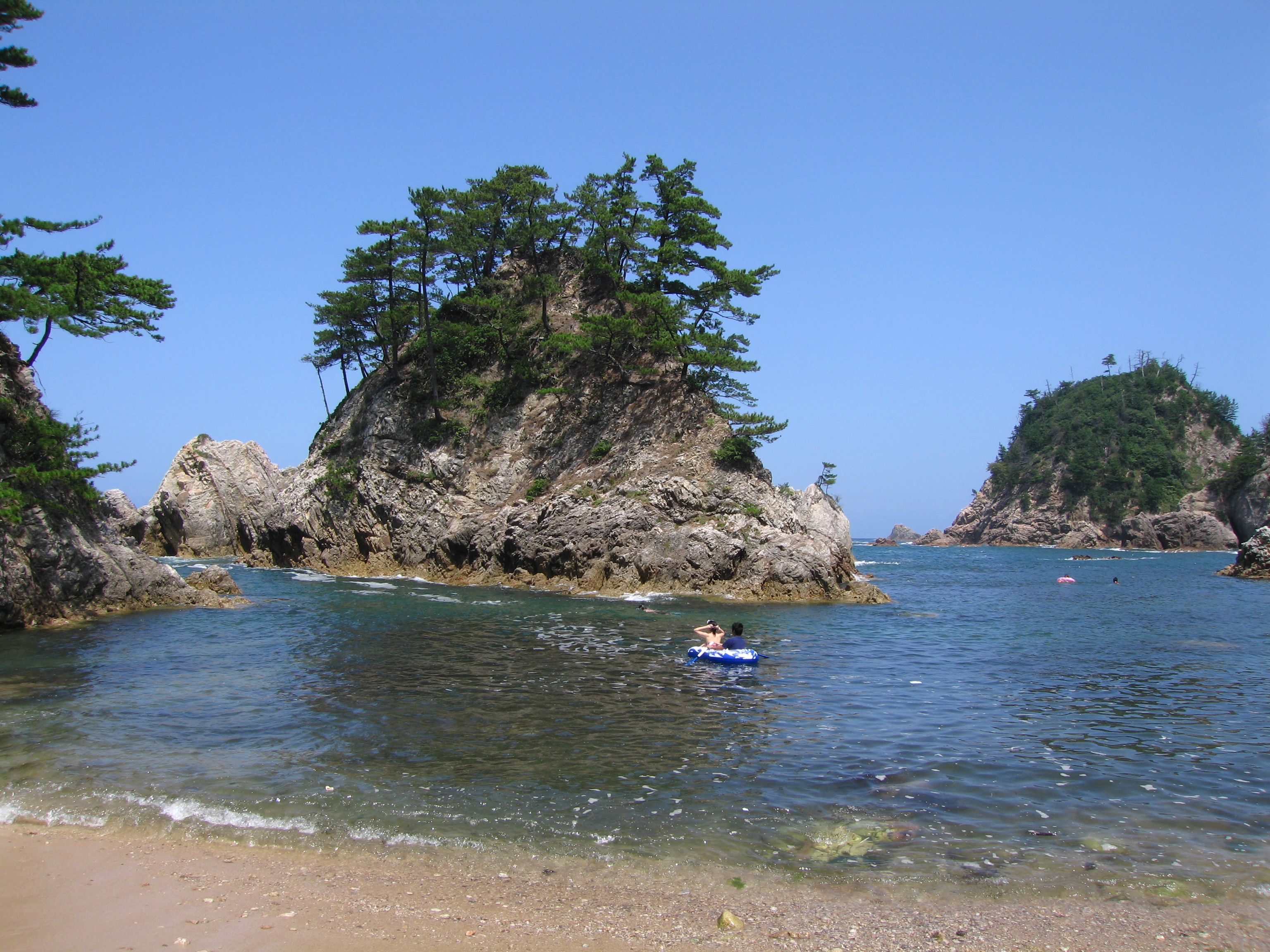
Японская чёрная сосна в префектуре Тоттори

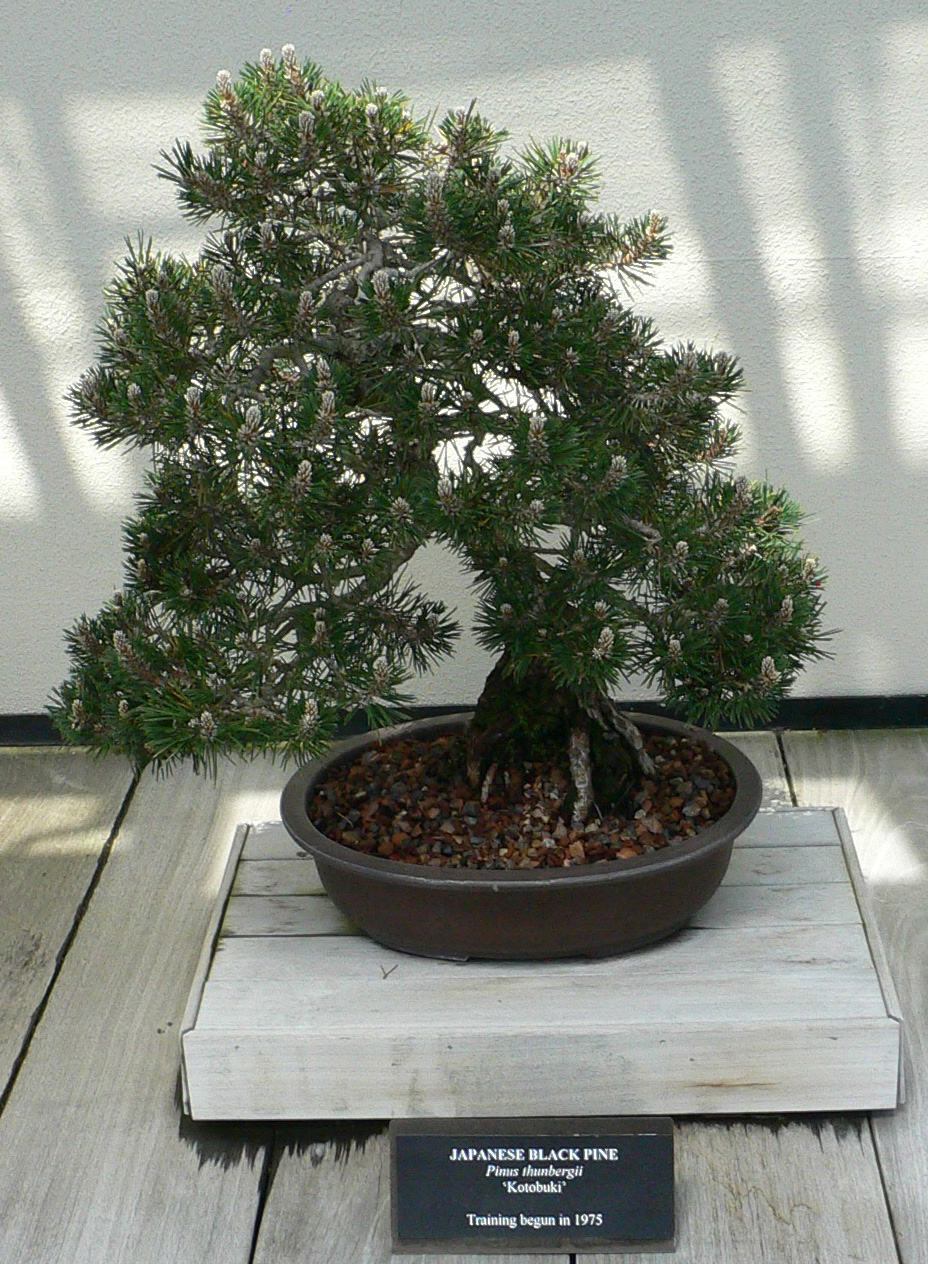
Бонсай японской чёрной сосны

Дерево высотой до 30 м с широкой кроной и диаметром ствола до 2 м. Кора чешуйчатая, серо-чёрная. Побеги оранжево-жёлтые. Почки вытянутые длиной 1,2—1,8 мм, беловатые. Хвоинки расположены по две в пучке, длиной 6—11 см и толщиной 1,5—2 мм. Живут на дереве до 3-х лет. Шишки яйцевидные, длиной 4—6 см и толщиной 3—4 см, коричневого цвета. Семена длиной 5 мм, с крылом. Опыление происходит с апреля по май, семена созревают через два года в октябре. Образует естественные гибриды с японской красной сосной.
В хлоропластном геноме Pinus thunbergii отсутствуют все гены ndh, кодирующие НАДН-дегидрогеназный комплекс  хлоропластов, который присутствует в пластомах большинства сосудистых растений и водорослей.

## Распространение
Естественный ареал вида охватывает прибрежные территории Японии и Южной Кореи южнее 37 градуса северной широты. Теплолюбивый вид, часто морозоустойчив.

## Хозяйственное значение и применение
Древесина дерева используется редко.